# 卡伦·克拉夫特
卡伦·克拉夫特（英語：Karen Kraft，1969年5月3日—），美国女子赛艇运动员。她曾代表美国参加1996年和2000年夏季奥林匹克运动会赛艇比赛，获得一枚银牌和一枚铜牌。她也曾参加1999年泛美运动会。